# Nils Johan Andersson
Nils Jordan Andersson (Kirchspiel, Gärdserum, Åtvidaberg, Comtat d'Östergötland, Suècia, 20 de febrer de 1821 - Estocolm 27 de març de 1880) fou un botànic i pteridòleg suec.
Va estudiar botànica a Estocolm. Va participar en una expedició científica sueca al voltant del món (1851-1853). Fou professor a la Universitat de Lund i a Estocolm. Fou conservador de les col·leccions botàniques de la Reial Acadèmia Sueca de Ciències, institució de la que en fou membre des del 1859. És l'autor de treballs sobre els salzes i sobre la flora escandinava i de Lapònia.

## Obres
- En verldsomsegling. Estocolm 1853-1854, 3 toms; castellà: Una circumnavegació, Leipz. 1854
- Salices Lapponiæ. Upsala 1845
- Conspectus vegetationis Lapponiae. ca. 1846
- Atles öfver Skandinaviska florans naturliqa familjer. 1849
- Cyperaceae Scandinaviae. Estocolm 1849
- Gramineae Scandinavae. Estocolm 1852
- Om Galapagos-Öernas Vegetation. Estocolm 1854
- Inledning till Botaniken . Estocolm 1851-53, 3 toms
- Väggtaflor för åskådnings-undervisningen i Botanik. 1861 - 1862
- Enumeratio Plantarum in Insulis Galapagensibus huiusque Observatorum - Nils Johan Andersson (1861).
- Monographia Salicum 1865-1867.

## Epònims
Diversos tàxons han rebut el seu nom entre elles:
Gènere
- (Piperaceae) Anderssoniopiper Trel. 1934[2]

Espècies
- (Asteraceae) Mutisia anderssonii Sodiro ex Hieron.[3]

- (Asteraceae) Pectis anderssonii B.L.Rob.[4]

- (Boraginaceae) Cordia anderssonii (Kuntze) Gürke[5]

- (Cyperaceae) Cyperus anderssonii Boeckeler[6]

- (Davalliaceae) Humata anderssonii (Mett.) C.Chr.[7]

- (Poaceae) Uralepis anderssonii F.Aresch.[8]

- (Polygalaceae) Polygala anderssonii B.L.Rob.[9]

- (Rubiaceae) Borreria anderssonii Standl.[10]